# Y375 Botved
Y375 var den ene af to, stort set identiske, enheder i Botved-klassen i Søværnet i Danmark.
Y375 blev brugt til stationstjeneste ved Flådestation Frederikshavn og sank den 27. maj 1995 efter en voldsom brand om bord.